# Barbara Frey (Regisseurin)
Barbara Frey (* 29. April 1963 in Basel) ist eine Schweizer Theaterregisseurin und Intendantin.

## Leben
Barbara Freys Vater war Jurist, ihre Mutter Logopädin. Sie studierte an der Universität Zürich Germanistik und Philosophie. Während ihrer Studienzeit spielte sie als Schlagzeugerin in einer Rockband und schrieb Songtexte; mit dem Perkussionisten Fritz Hauser arbeitet sie seit 1986 immer wieder zusammen. 1988 kam sie so zunächst als Musikerin bei Frank Baumbauer ans Theater Basel, wirkte dort jedoch schon nach kurzer Zeit parallel als Regieassistentin und Schauspielerin. 1993 debütierte sie ebendort mit Ich kann es besonders schön nach Sylvia Plaths erstem und einzigen Roman Die Glasglocke als Regisseurin. Es folgten einige weitere Projekte in Basel, ehe sie ab 1995 an verschiedenen Häusern im deutschsprachigen Raum gastierte, unter anderem am Nationaltheater Mannheim, am Deutschen Schauspielhaus Hamburg sowie an verschiedenen Zürcher Spielstätten. Das offerierte Direktorat des Theater Neumarkt (Zürich) lehnte sie ab.
1999 wurde sie von der Berliner Schaubühne am Lehniner Platz für zwei Jahre als feste Hauptregisseurin engagiert, danach war sie zunächst wieder freischaffend tätig, insbesondere in Basel und München. Nach Ansicht der langjährigen Feuilletonchefin der Neuen Zürcher Zeitung, Barbara Villiger Heilig, gelang Frey 2002 mit ihrer Inszenierung von Becketts Endspiel am Bayerischen Staatsschauspiel schließlich „eine Art Durchbruch“. Ihr Onkel Wanja (Anton Tschechow) in München wurde 2004 zum Berliner Theatertreffen eingeladen.

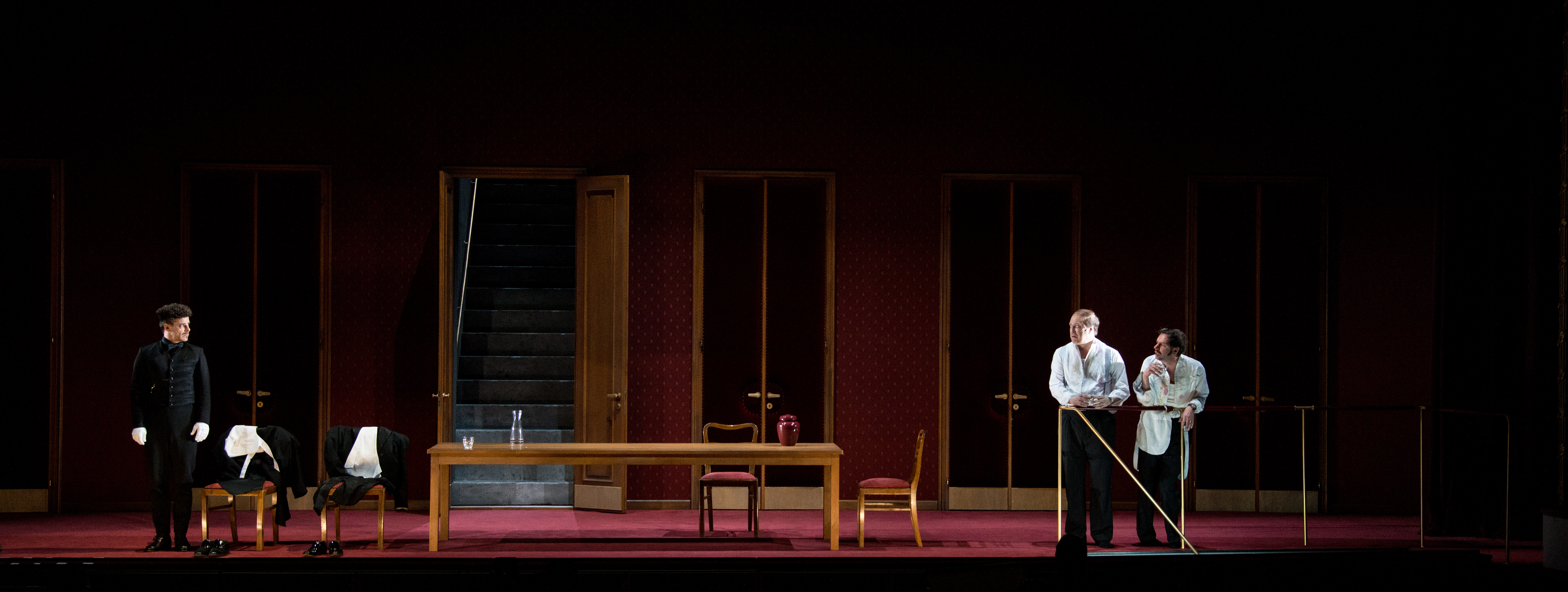
Die Affäre Rue de Lourcine, Burgtheater 2015

Zur Saison 2005/2006 band sich Frey bis 2008 für jährlich zwei bis drei Stücke fest an das Deutsche Theater Berlin – anders als an der Schaubühne allerdings mit der Möglichkeit, in dieser Zeit auch auswärtige Engagements wahrzunehmen. Hiervon machte sie unter anderem mit Regietätigkeiten bei den Salzburger Festspielen und am Burgtheater Wien Gebrauch.
Seit der Spielzeit 2009/10 führt Barbara Frey als Intendantin das Schauspielhaus Zürich; sie übernahm die Funktion von Matthias Hartmann, der als Intendant an das Wiener Burgtheater wechselte. 2014 verlängerte das Haus Freys Vertrag bis 2019.
Zum 1. November 2020 übernahm Frey für drei Jahre (Spielzeiten 2021–2023) die künstlerische Leitung der Ruhrtriennale, des größten Kulturfestivals in Nordrhein-Westfalen.
2022 wurde sie mit der höchsten Auszeichnung des Theaterlebens der Schweiz, dem Hans-Reinhart-Ring (Schweizer Grand Prix Darstellende Künste) geehrt.

## Inszenierungen (Auswahl)
- 1993: Ich kann es besonders schön nach Sylvia Plath, Theater Basel
- 1993: Sala de Espera von Barbara Frey, Theater Basel
- 1993: Die Trunkenen von Barbara Frey und Desiree Meiser, Theater Basel
- 1995: Das kunstseidene Mädchen von Irmgard Keun, Deutsches Schauspielhaus Hamburg
- 1996: Hochzeitsreise von Wladimir Sorokin, Nationaltheater Mannheim
- 1997: Das Geheimnis des Lebens: ein Mörderinnenseminar von Barbara Frey, Nationaltheater Mannheim
- 1998: Nachtbuch Zürich von Susanne Hinkelbein, Theater am Neumarkt, Zürich
- 1998: Ritter, Dene, Voss von Thomas Bernhard, Nationaltheater Mannheim
- 1999: Roberto Zucco von Bernard-Marie Koltès, Theater Basel
- 2000: Ubu nach Alfred Jarry, Schaubühne am Lehniner Platz, Berlin
- 2000: Vor langer Zeit im Mai von Roland Schimmelpfennig, Schaubühne am Lehniner Platz, Berlin
- 2000: Die Unbekannte aus der Seine von Ödön von Horváth, Schaubühne am Lehniner Platz, Berlin
- 2001: Goodbye Billy the Kid von Barbara Frey, Schaubühne am Lehniner Platz, Berlin
- 2001: Port Authority von Conor McPherson, Schaubühne am Lehniner Platz, Berlin
- 2002: Endspiel von Samuel Beckett, Bayerisches Staatsschauspiel München (Residenztheater)
- 2002: Drei Mal Leben von Yasmina Reza, Theater Basel
- 2003: Die sexuellen Neurosen unserer Eltern von Lukas Bärfuss, Theater Basel
- 2003: Onkel Wanja von Anton Tschechow, Bayerisches Staatsschauspiel München (Residenztheater)
- 2003: Amphitryon von Heinrich von Kleist, Theater Basel
- 2004: Die Fledermaus von Johann Strauss, Theater Basel
- 2004: Phädra von Jean Racine, Bayerisches Staatsschauspiel München (Residenztheater)
- 2004: Wie es euch gefällt von William Shakespeare, Theater Basel
- 2005: Minna von Barnhelm von Gotthold Ephraim Lessing, Deutsches Theater Berlin
- 2005: Geschichten aus dem Wiener Wald von Ödön von Horváth, Salzburger Landestheater (im Rahmen der Salzburger Festspiele)
- 2005: John Gabriel Borkman von Henrik Ibsen, Schauspielhaus Zürich (Pfauen)
- 2006: Winter von Jon Fosse, Theater Basel
- 2006: Der Kirschgarten von Anton Tschechow, Deutsches Theater Berlin
- 2006: Arsen und Spitzenhäubchen von Joseph Kesselring, Burgtheater Wien (Akademietheater)
- 2006: Medea von Euripides, Deutsches Theater Berlin
- 2007: Quartett von Heiner Müller (im Rahmen der Salzburger Festspiele)
- 2007: Reigen von Arthur Schnitzler, Schauspielhaus Zürich (Pfauen)
- 2007: Sturm von William Shakespeare, Burgtheater Wien (Akademietheater)
- 2007: Triumph der Liebe von Pierre Carlet de Marivaux, Deutsches Theater Berlin
- 2008: Groß und klein von Botho Strauß, Deutsches Theater Berlin
- 2009: Maria Stuart von Friedrich Schiller, Schauspielhaus Zürich (Schiffbau)
- 2009: Jenůfa von Leoš Janáček, Bayerische Staatsoper München (erste Operninszenierung der Regisseurin)
- 2010: Was ihr wollt von William Shakespeare, Schauspielhaus Zürich
- 2010: Malaga von Lukas Bärfuss, Schauspielhaus Zürich
- 2010: Fegefeuer in Ingolstadt von Marieluise Fleißer, Schauspielhaus Zürich
- 2011: Platonow von Anton Tschechow, Schauspielhaus Zürich
- 2011: Leonce und Lena von Georg Büchner, Schauspielhaus Zürich (Pfauen)
- 2011: Der ideale Mann von Elfriede Jelinek nach Oscar Wilde, Burgtheater Wien (Akademietheater)
- 2012: Richard III. von William Shakespeare, Schauspielhaus Zürich (Pfauen)
- 2012: Baumeister Solness von Henrik Ibsen, Schauspielhaus Zürich (Pfauen)
- 2012: Der Menschenfeind von Molière, Schauspielhaus Zürich (Pfauen)
- 2013: Liliom von Franz Molnár, Burgtheater Wien
- 2013: Die schwarze Halle von Lukas Bärfuss, Schauspielhaus Zürich (Schiffbau)
- 2013: Der Prozess von Franz Kafka, Schauspielhaus Zürich (Pfauen)
- 2014: Elektra von Richard Strauss, Semperoper (musikalische Leitung: Christian Thielemann)
- 2014: Diener zweier Herren von Carlo Goldoni, Schauspielhaus Zürich (Pfauen)
- 2014: Drei Schwestern von Anton Tschechow, Schauspielhaus Zürich (Pfauen)
- 2015: Die Affäre Rue de Lourcine von Eugène Labiche, Burgtheater Wien
- 2022: Das weite Land von Arthur Schnitzler, Ruhrtriennale Bochum[9]

## Auszeichnungen
- 2004: Einladung ihrer Inszenierung Onkel Wanja zum Berliner Theatertreffen
- 2016: Schweizer Theaterpreis
- 2021: Auszeichnung mit dem Nestroy-Theaterpreis in der Kategorie Beste Regie für Automatenbüfett am Akademietheater[10]
- 2021: Einladung ihrer Inszenierung Automatenbüfett zum Berliner Theatertreffen